# Suicidio in Giappone
Il suicidio in Giappone, data l'alta incidenza tra la popolazione (16,7 ogni 100 000 persone nel 2017), è considerato uno dei maggiori problemi del Paese. Secondo uno studio dell'Organizzazione per la cooperazione e lo sviluppo economico del 2017, il Giappone è al settimo posto per i tassi di suicidio, con circa 15 ogni 100.000, e nel 2019 è classificato in scala globale come il secondo paese con il tasso di suicidio più alto tra i paesi del G7, dietro solo agli Stati Uniti, seppure dietro altri Stati sviluppati, al 49º posto, compresi gli Stati Uniti stessi, classificati invece al 31º posto.
Tra le maggiori cause che spingono i giapponesi a togliersi la vita così frequentemente sono state individuate i problemi economici conseguenti alla Crisi finanziaria asiatica del 1997, la depressione e problemi sociali di varia natura. Infatti, il Giappone fu uno degli Stati a risentirne di più a giudicare dai suicidi: in solo un anno, i tassi di suicidio impennarono di un terzo, superando i 30.000, e raggiunsero l'apice nel 2003, con più di 34.000 morti. Il 70% dei suicidi in territorio nipponico sono uomini, e il suicidio è la prima causa di morte nelle persone tra gli uomini tra i 20 e 45 anni e le donne fino ai 35 anni, con picchi tra i giovani al di sotto dei 25 anni, sia maschi che femmine.
Nel 2011 il numero dei suicidi ha superato per il 14º anno consecutivo la soglia dei 30 000, scendendo sotto questa soglia per la prima volta in quindici anni solo nel 2012. Da allora il numero dei suicidi è in costante calo, grazie anche all'intervento del governo che ha iniziato a investire in opere di prevenzione a partire dalla seconda metà degli anni duemila,  e nel 2019, il numero di suicidi annuali è sceso sotto i 20.000 dopo diversi anni.
Tra i luoghi più frequentati per i suicidi è stata indicata la foresta Aokigahara, ai piedi del Fuji, la quale registra una media di 30 morti l'anno e 78 solo nel 2007.

## Epidemiologia

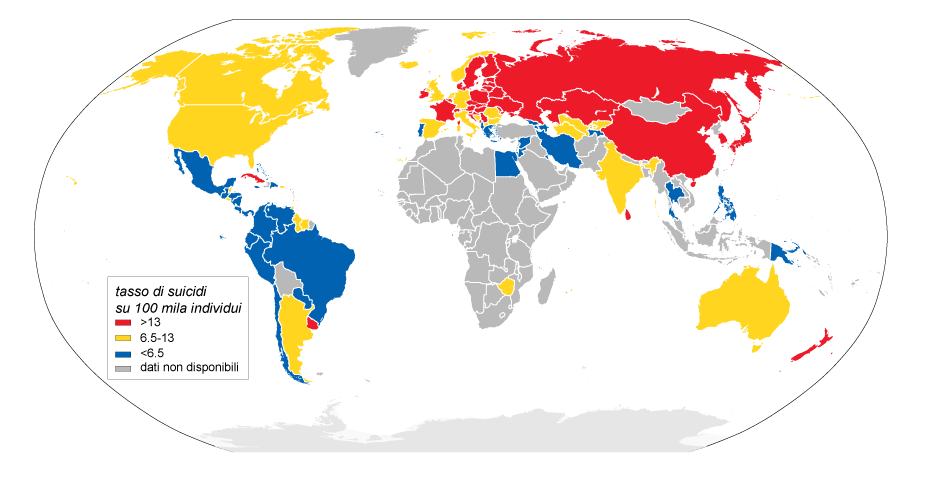
Grafico dei suicidi nel mondo che mostra come il Giappone sia tra i Paesi con il tasso maggiore

Dagli anni novanta il notevole aumento del numero di persone morte suicide nel Paese ha destato forti preoccupazioni nei governi in carica, tanto più che nel solo 1998 il numero percentuale di casi è aumentato del 34,7% rispetto all'anno precedente. Già nel 1997 l'incidenza tra la popolazione era di 19,3 suicidi ogni 100 000 persone. Il numero più alto di suicidi si è registrato nel 2003, quando 34 427 persone si tolsero la vita.
I più soggetti a questa piaga sociale sono gli uomini; nel 2007 oltre il 71% delle vittime da suicidio era di sesso maschile. Il suicidio è la principale causa di morte tra gli uomini di età tra i 20 e i 44 anni. Gli uomini hanno il doppio della probabilità di togliersi la vita dopo un divorzio rispetto alle donne, ma il suicidio è ancora la principale causa di morte per le donne di età compresa tra i 15 e i 34 anni in Giappone. I giovani sono molto esposti a questo fenomeno, con il suicidio che rappresentava nel 2015 la prima causa di morte tra i ragazzi compresi nella fascia d'età tra i 15 ed i 24 anni.
Nel 2009 l'incidenza era di 26 suicidi ogni 100 000 persone, con un suicidio occorso ogni quindici minuti. Confrontando questi dati con quelli di altri Paesi densamente popolati come ad esempio il Regno Unito (9 suicidi ogni 100 000 abitanti) e gli Stati Uniti (11 casi ogni 100 000), nel 2010 il Giappone risultava essere il Paese industrializzato con il tasso più alto di suicidi al mondo.
Nel 2010 sono 31 690 le persone che si sono tolte la vita, più di sei volte il numero di morti per incidenti stradali, confermando l'alta percentuale tra gli uomini (70%), con il picco fatto registrare nel mese di marzo, con la chiusura dell'anno fiscale. La maggior parte dei suicidi nel 2010 sono avvenuti per problemi legati alla salute, ma 7 438 persone, secondo i dati ufficiali di Tokyo, si sono suicidate esplicitamente per motivi economici. Un altro dato significativo è che solo 24 000 vittime hanno comunicato le cause del loro gesto.
Nel 2011 il numero dei suicidi ha superato per il 14º anno consecutivo le 30 000 unità, con la capitale Tokyo a guidare il triste primato di città con maggior numero di cittadini suicidi (3 100), seguita da Osaka con 1 899 e da Kanagawa con 1 824 suicidi. Le statistiche hanno inoltre evidenziato un calo nella conta dei suicidi annuali nelle prefetture di Miyagi, Iwate e Fukushima, devastate a seguito del terremoto dell'11 marzo.
Contrariamente alle previsioni, che davano come probabile l'aumento dei suicidi nelle zone devastate dal terremoto, nel 2012 il numero delle morti si è assestato a quota 27 766, facendo registrare un calo per la prima volta in quindici anni. Ciò è stato possibile in parte grazie alle iniziative della comunità, i cui sforzi hanno portato alla decisione del governo di investire 113 milioni di dollari in opere di prevenzione. Da allora il numero di suicidi è in costante diminuzione, con 21 140 suicidi occorsi nel 2017.

## Fattori di rischio
Tra le cause più frequenti di suicidio figurano al primo posto i problemi legati alla salute, circa la metà del totale registrato nel 2005, seguiti dalle difficoltà finanziarie e familiari. I problemi sul posto di lavoro sono stati citati come la terza maggiore causa di suicidio, ma lo stress da lavoro resta l'elemento chiave. Secondo delle statistiche rilasciate dal Ministero della Salute del Giappone nel 2005 330 giapponesi hanno riconosciuto di soffrire di attacchi cardiaci o problemi di cuore per il troppo lavoro, 294 in più rispetto al 2004, e tra questi 157 sono morti. Si è riscontrato anche un aumento degli esami medici per verificare stati di depressione indotta da stress o altre forme di malattie mentali, con un 25% in più rispetto al 2004.
Tra i giovani le cause principali di suicidio nel 2010 sono dovute a problematiche legate al trovare un posto di lavoro, litigi familiari tra genitori e figli, difficoltà della vita, fallimento sul posto di lavoro, perdita del posto di lavoro, stanchezza e stress causati dal proprio lavoro e, secondo i media giapponesi, al bullismo nelle scuole e ai cosiddetti netto shinjū (ネット心中?), i patti di suicidio collettivo sottoscritti online. Nel 2007 la polizia nazionale ha salvato la vita a 72 potenziali suicidi che avevano preventivamente annunciato di togliersi la vita su internet.
Le ore più comuni scelte dai giapponesi per togliersi la vita sarebbero le cinque del mattino per gli uomini e mezzogiorno per le donne, quando il resto della famiglia è uscita per recarsi al lavoro o a scuola. Gli adolescenti scelgono invece spesso di suicidarsi tra la fine di agosto e l'inizio di settembre, periodo corrispondente alla fine della vacanze estive e alla ripresa delle attività scolastiche. Inoltre il numero di persone che si suicidano nel giorno del proprio compleanno è 1,5 volte maggiore di quello delle persone che scelgono di togliersi la vita in qualsiasi altro giorno.

## Metodi di suicidio
I metodi di suicidio più comuni in Giappone sono l'impiccamento, il gettarsi da altezze variabili e l'overdose da farmaci. Le persone che scelgono di suicidarsi buttandosi sotto un treno durante il suo passaggio sono più rare, il 2,1% tra gli uomini e il 3,6% tra le donne nel 2003. Alcune compagnie ferroviarie si riservano di far pagare i danni ai familiari del suicida a seconda dei disagi procurati al traffico.
Un metodo di recente invenzione, che ha guadagnato popolarità in parte a causa di una pubblicità su Internet, è quello di utilizzare prodotti per la casa per ottenere del gas di solfuro di idrogeno, letale se inalato. Nel 2007 29 suicidi hanno utilizzato questo metodo, ma nel periodo che va da marzo a giugno 2008 208 suicidi hanno presentato sintomi di avvelenamento da gas, superando le 500 morti alla fine dell'anno. Questo metodo è particolarmente pericoloso, in quanto vi è l'alto rischio di ferire altre persone nel processo. Un uomo che tentò il suicidio nel 2008, inalando gas ottenuto dai pesticidi e venendo ricoverato in ospedale, causò l'intossicazione di altre 50 persone presenti in ospedale, tra medici, infermieri e pazienti.

## Società e cultura

### Radici culturali del suicidio in Giappone

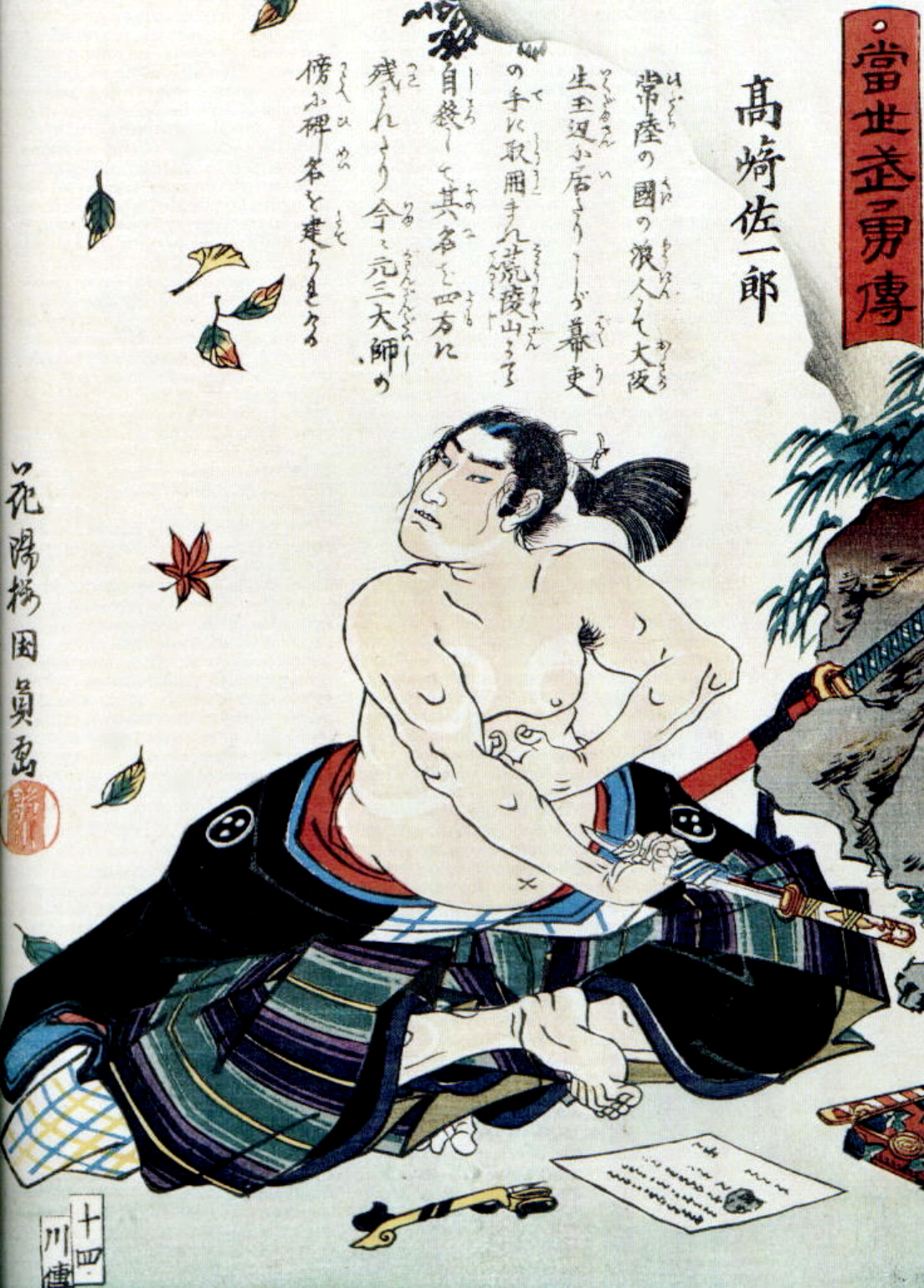
Rappresentazione di un seppuku

La società giapponese non ha mai condannato moralmente il suicidio, venendo considerato un modo onorevole per morire o addirittura una forma di riscatto personale. A differenza di altre religioni che esercitano una ferrea campagna contro il suicidio, come ad esempio il cristianesimo, che considera il suicidio un gravissimo peccato, in Giappone sia lo shintoismo sia il buddismo non condannano il suicidio; per il buddismo la morte è solo il passaggio da una forma all'altra di esistenza.
In Giappone il suicidio ha radici storiche, culturali e religiose molto lontane. Già attorno all'anno 1000 veniva praticato dagli eroi sconfitti il seppuku, il suicidio rituale giapponese con il quale ci si toglieva la vita piantandosi un coltello tantō nello stomaco.
Per il codice del guerriero la resa, la sconfitta o la prigionia erano cose che avrebbero portato disonore a sé e alla propria famiglia. L'unico modo che aveva un samurai per uscire a testa alta da una sconfitta era quella di morire in maniera atroce dimostrando alla propria famiglia e agli avversari tutto il suo coraggio e onore. Testimonianze del seppuku si ritrovano fino alla seconda guerra mondiale: il viceammiraglio Takijirō Ōnishi, dopo la resa del Giappone, si uccise mediante il seppuku. Nel 1970 la stessa auto-punizione venne scelta da Yukio Mishima, uno dei massimi scrittori giapponesi.
La tradizione del suicidio, visto come atto onorevole, perdura anche durante il secondo conflitto mondiale, quando verso la fine della guerra del Pacifico l'esercito giapponese utilizzò piloti scelti che su aerei carichi di esplosivo eseguivano attacchi suicidi contro le forze alleate; in Occidente questi piloti venivano chiamati piloti kamikaze.
Dagli anni ottanta e negli anni seguenti il suicidio viene ancora rappresentato come un gesto nobile, molto spesso inserito all'interno di un contesto romantico, come spesso avviene in molti film, nei serial televisivi o nei dorama, rischiando di causare emulazione tra i giovani. È famoso il caso della cantante Yukiko Okada, giovane promessa della musica giapponese: all'età di 18 anni, nel 1986, si uccise gettandosi dal tetto del Sun Music Building di Tokyo, caso analogo a quella della giovane star televisiva Miyu Uehara nel maggio 2011. Entrambi i fatti scatenarono un'ondata di suicidi tra i giovani in tutto il Paese.

### Legami col mondo del lavoro e il fenomeno karoshi

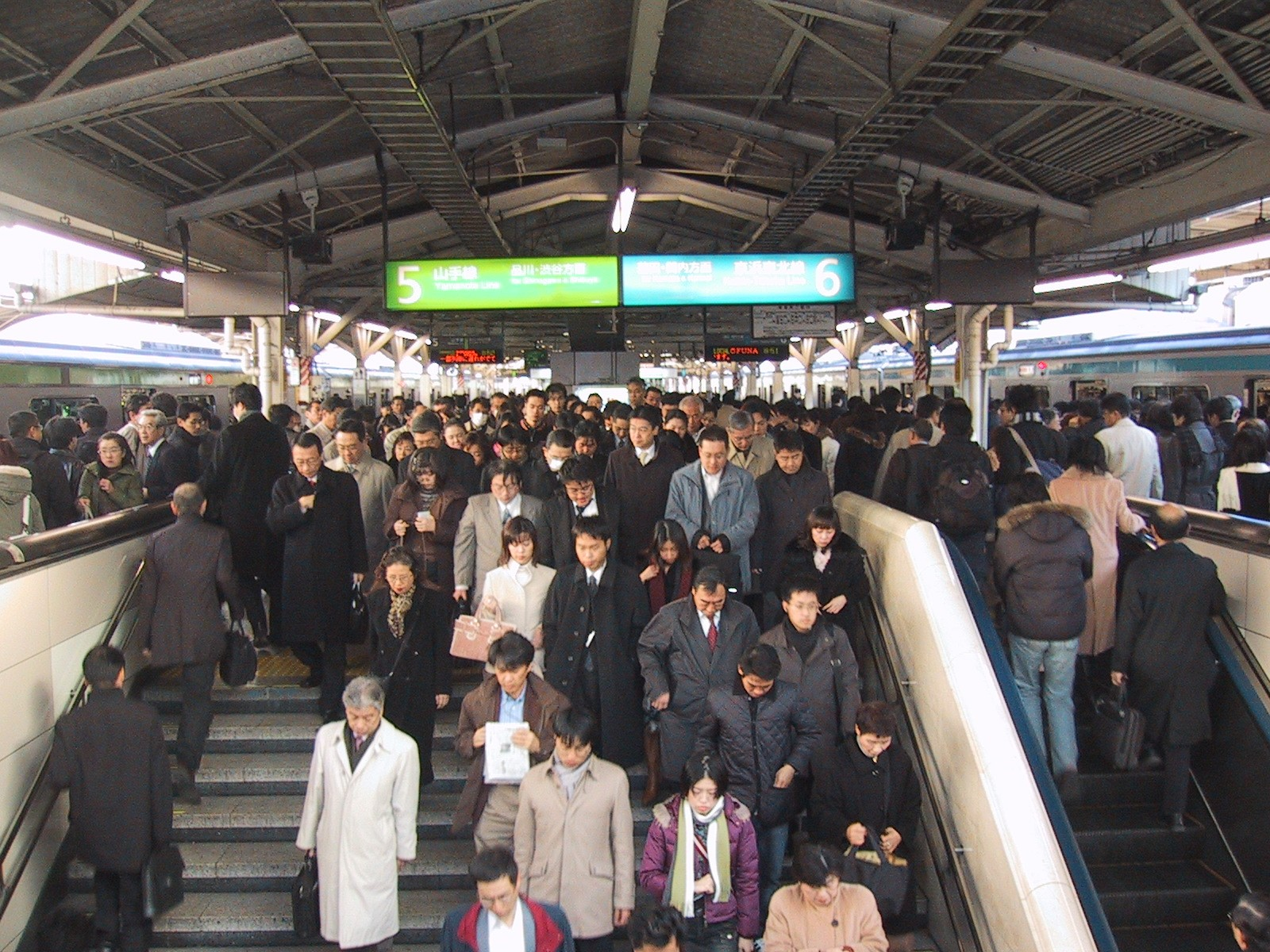
Negli anni recenti il "troppo lavoro" è stato uno dei motivi più comuni di suicidio in Giappone

Storicamente il Giappone è sempre stata una società patriarcale con forti legami familiari con un occhio di riguardo alle aspettative sociali. Tuttavia la bolla speculativa che colpì il Giappone tra il 1986 e il 1991 lasciò questi capi di famiglia inaspettatamente alle prese con la precarietà o lo stigma della disoccupazione. Nella seconda metà degli anni duemila l'economia del Giappone (la terza al mondo) ha passato il più grave periodo di recessione dalla fine della seconda guerra mondiale spingendo il tasso di disoccupazione della nazione a un livello record del 5,7% nel mese di luglio 2009, e nello stesso anno i disoccupati hanno rappresentato il 57% di tutti i suicidi in Giappone. Come conseguenza dell'aumento della disoccupazione e della perdita dei posti di lavoro la disuguaglianza sociale (misurata dal coefficiente di Gini) è sostanzialmente aumentata, influenzando quindi i tassi di suicidio in Giappone proporzionalmente in percentuale maggiore rispetto ad altri Paesi economicamente avanzati.
Fattore che contribuisce pesantemente all'aumento delle statistiche di suicidio tra i lavoratori è la pressione crescente causata dalla difficoltà del lavoro stesso, dagli orari di lavoro che molto spesso prevedono numerose ore di straordinario con poche ferie e giorni di malattia. Secondo i dati del governo la "fatica da lavoro", i conseguenti problemi di salute e la depressione legata al lavoro sono stati le cause principali di suicidio, originando il 47% dei suicidi nel 2008. Su 2 207 suicidi legati al lavoro nel 2007 il motivo più comune (672 suicidi) è stato il troppo lavoro. In Giappone il fenomeno delle morti per troppo lavoro è noto come karoshi.
Responsabili di diverse morti per suicidio sono anche gli enti finanziari che rilasciano prestiti a credito al consumo, con ¼ dei suicidi totali dovuto al mancato estinguimento del debito e quindi a motivi finanziari. Le banche giapponesi impostano condizioni particolarmente severe per i prestiti, costringendo i mutuatari a utilizzare parenti e amici in qualità di garanti che diventano responsabili per i prestiti non rimborsati, situazione che aumenta il senso di colpa e la sensazione di disperazione nel mutuatario. Piuttosto che far ricadere il peso del debito sui loro garanti, molti scelgono di assumersi la responsabilità per i loro prestiti non pagati e debiti in essere attraverso i pagamenti derivati dall'assicurazione sulla vita. Nell'anno fiscale 2005 diciassette attività di credito al consumo hanno ricevuto una somma di 4,3 miliardi di yen dalle polizze assicurative dopo il suicidio di 4 908 mutuatari, corrispondente al 15% dei 32 552 suicidi avvenuti nel 2005. Molti legali ed esperti pensano che in alcuni casi gli stessi esattori spingano i mutuatari, attraverso molestie e minacce, a optare per la soluzione del suicidio.

### Luoghi

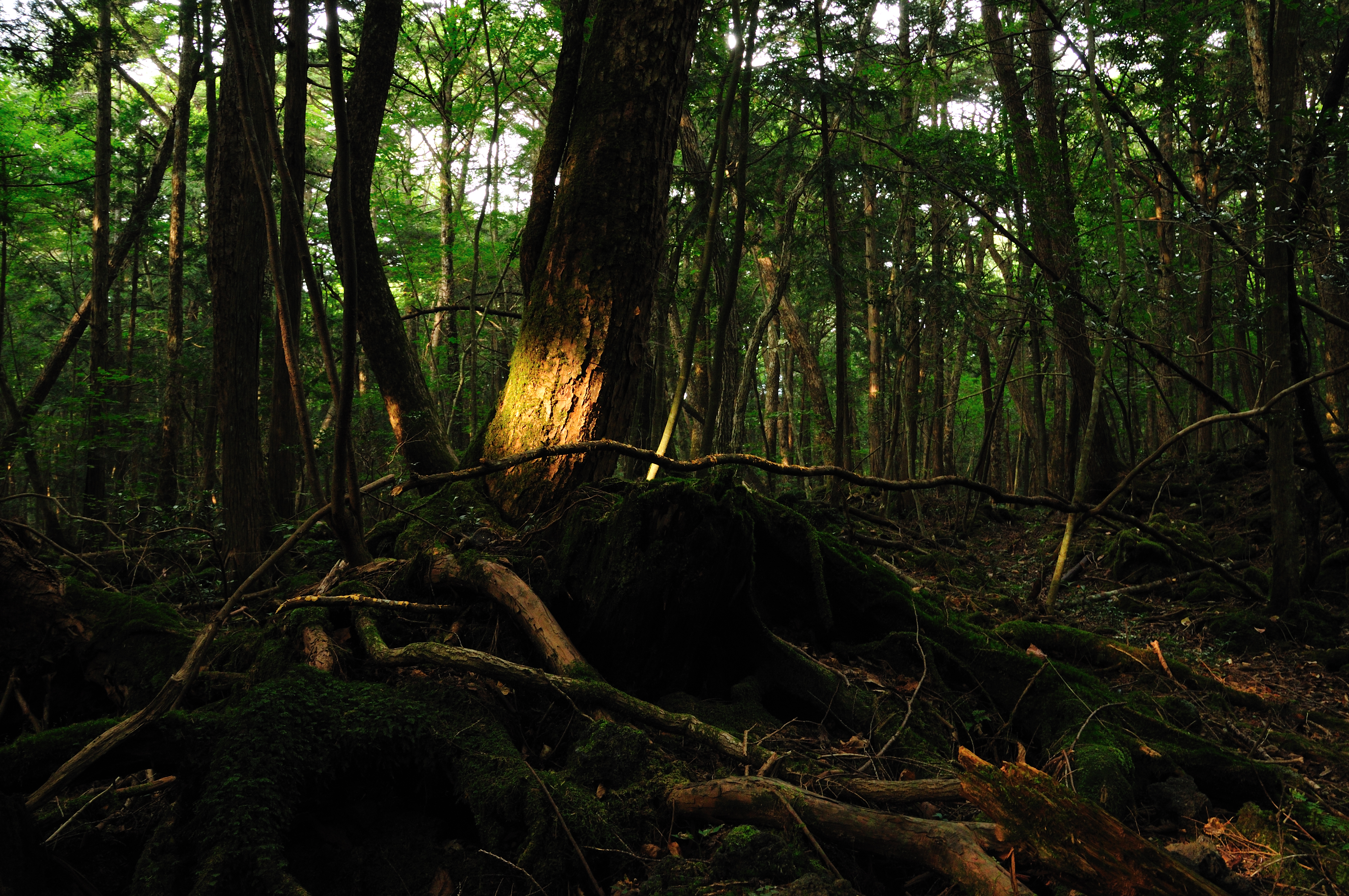
Aokigahara, teatro di numerosi suicidi in Giappone

Il luogo con il più alto tasso di suicidi in Giappone è la foresta Aokigahara, una zona boschiva ai piedi del Fuji. Negli anni precedenti al 1988 si verificavano circa trenta suicidi all'anno. Nel 1999 i suicidi sono stati 74, mentre nel 2002 sono stati trovati 78 corpi dalla squadra di ricerca. La zona è pattugliata dalla polizia in cerca di corpi o aspiranti suicidi e nello stesso anno 83 persone che intendevano suicidarsi sono state trovate e prese in custodia protettiva.
Per le persone che scelgono di togliersi la vita attraversando i binari ferroviari durante il passaggio di un treno la linea rapida Chūō è tristemente nota per essere una delle mete più popolari.
Anche le scogliere di Tōjinbō (prefettura di Fukui) sono note per essere meta di numerosi suicidi: nel 2008 quindici persone si sono tolte la vita lanciandosi dalla scogliera.

## Risposta del governo
Dopo il grave periodo di recessione che ha colpito il Giappone nel decennio 1990-2000 è stato segnalato un forte aumento del suicidio tra i giapponesi. Tuttavia pure dopo la ripresa economica del Paese i suicidi hanno continuato a essere elevati, tanto da spingere il governo a lavorare a programmi di gestione e aiuto della popolazione.
Nel 2007 il governo ha stilato e pubblicato un rapporto di nove capitoli, in cui vengono messi a fuoco gli obiettivi per la collettività al fine di migliorare la situazione personale dell'individuo per non rendere il suicidio una sorta di "etichetta culturale" dei giapponesi e aiutare il recupero di soggetti che hanno fallito il suicidio. Nel 2009 il governo giapponese ha investito 158 miliardi di yen in strategie e opere di prevenzione del suicidio. Naoto Kan, l'allora primo ministro, ha parlato del suo desiderio di «ridurre al minimo l'infelicità» nel Paese, insistendo più volte sulla necessità di ridurre l'alto tasso di suicidi in Giappone. Tra il 2010 e il 2011 ha destinato altri 124 miliardi di yen in attività di prevenzione del suicidio con l'intenzione di finanziare la consulenza pubblica per coloro che necessitano di una cura contro la depressione.